# Гіват-Рам
31°47′ пн. ш. 35°12′ сх. д. / 31.78° пн. ш. 35.20° сх. д.

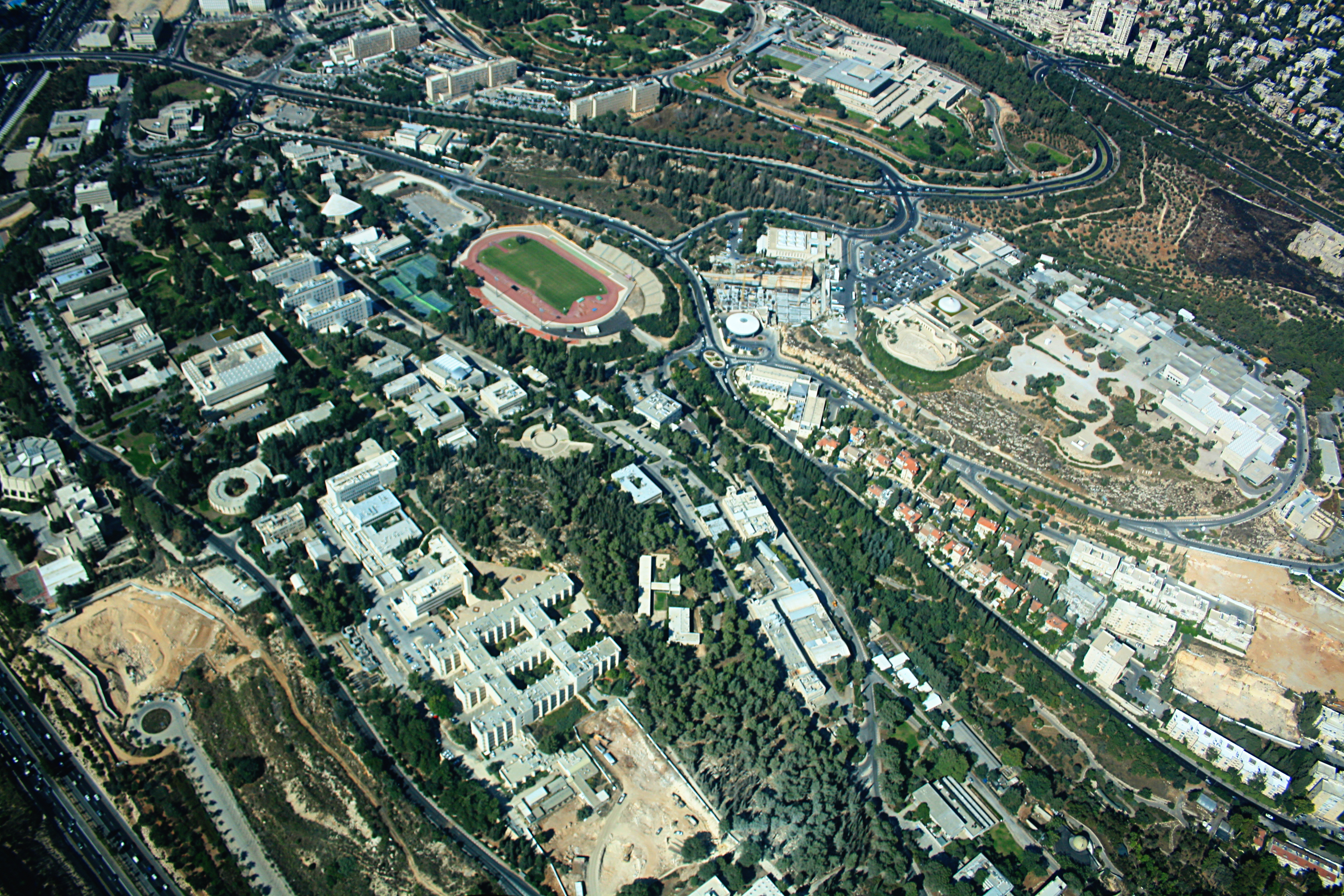

Гіват-Рам (івр. גִּבְעַת רָם, Ґіват-Рам) — район у Єрусалимі. Тут містяться більшість центральних органів влади Держави Ізраїль: Кнесет, Верховний суд Ізраїлю, Національна бібліотека Ізраїлю, Музей Ізраїлю, Музей науки ім. Блумфілда, Музей біблійних країн і Міжнародний конференц-центр тощо.
До району також входить кампус у Гіват-Рамі Єврейського університету та декілька парків, таких як парк Вол-Роуз і Захер-парк.

## Галерея

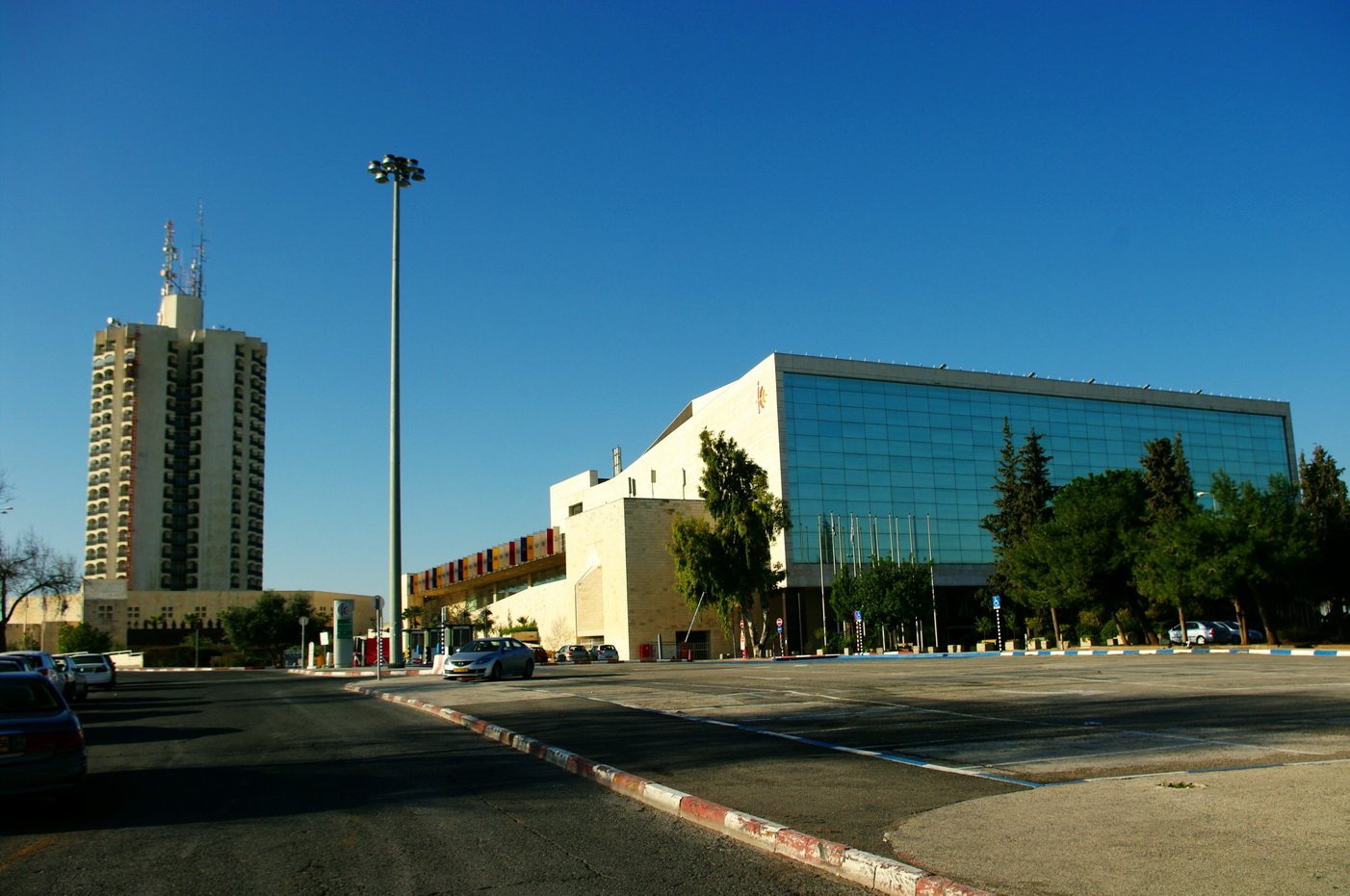
Міжнародний конференц-центр (Єрусалим)
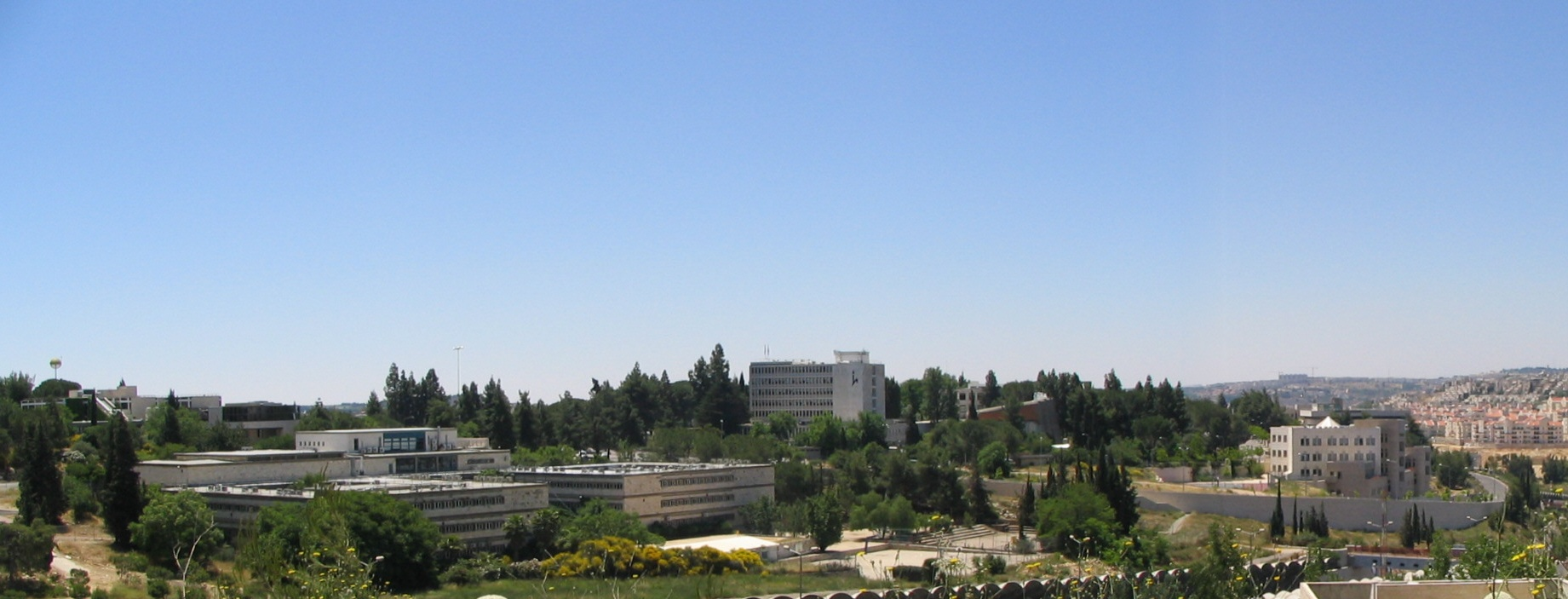
Єврейський університет - (Ґіват-Рам)
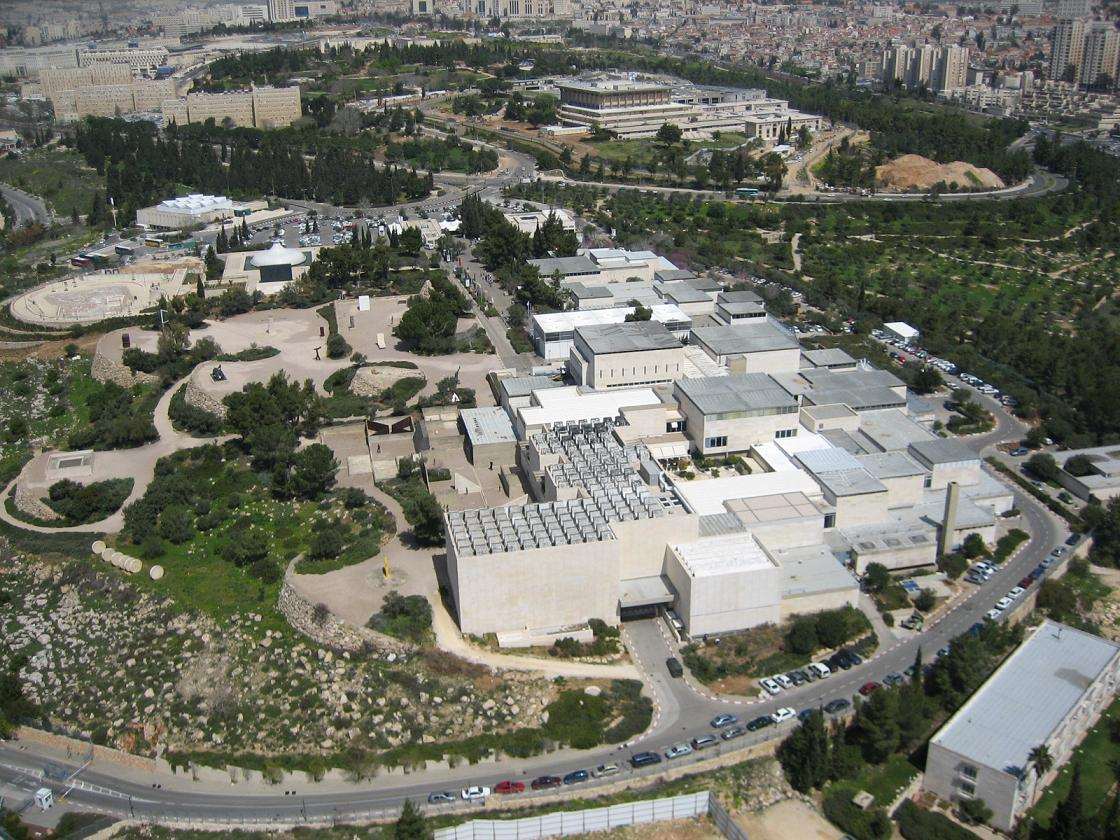
Музей Ізраїлю
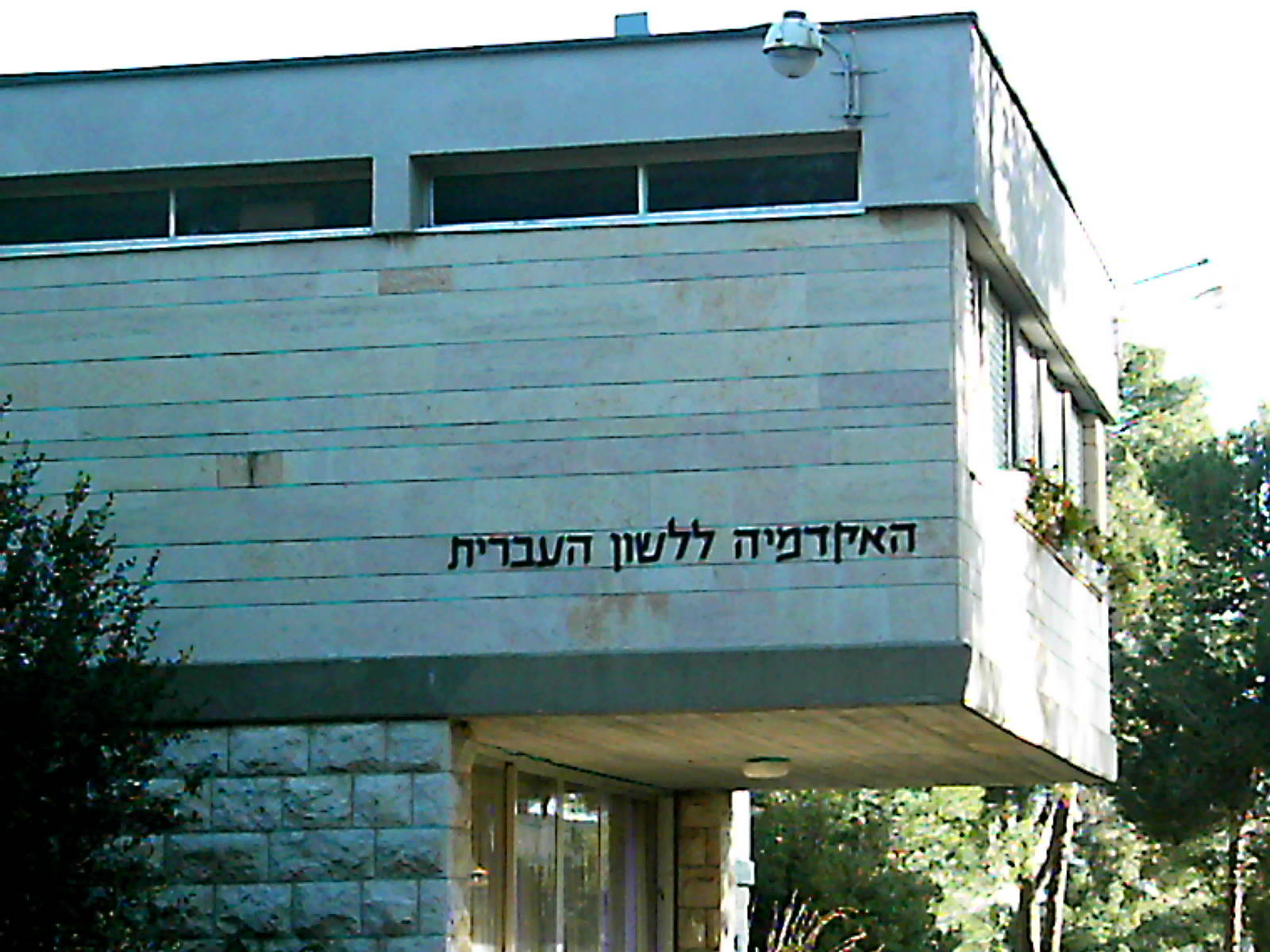
Академія івриту
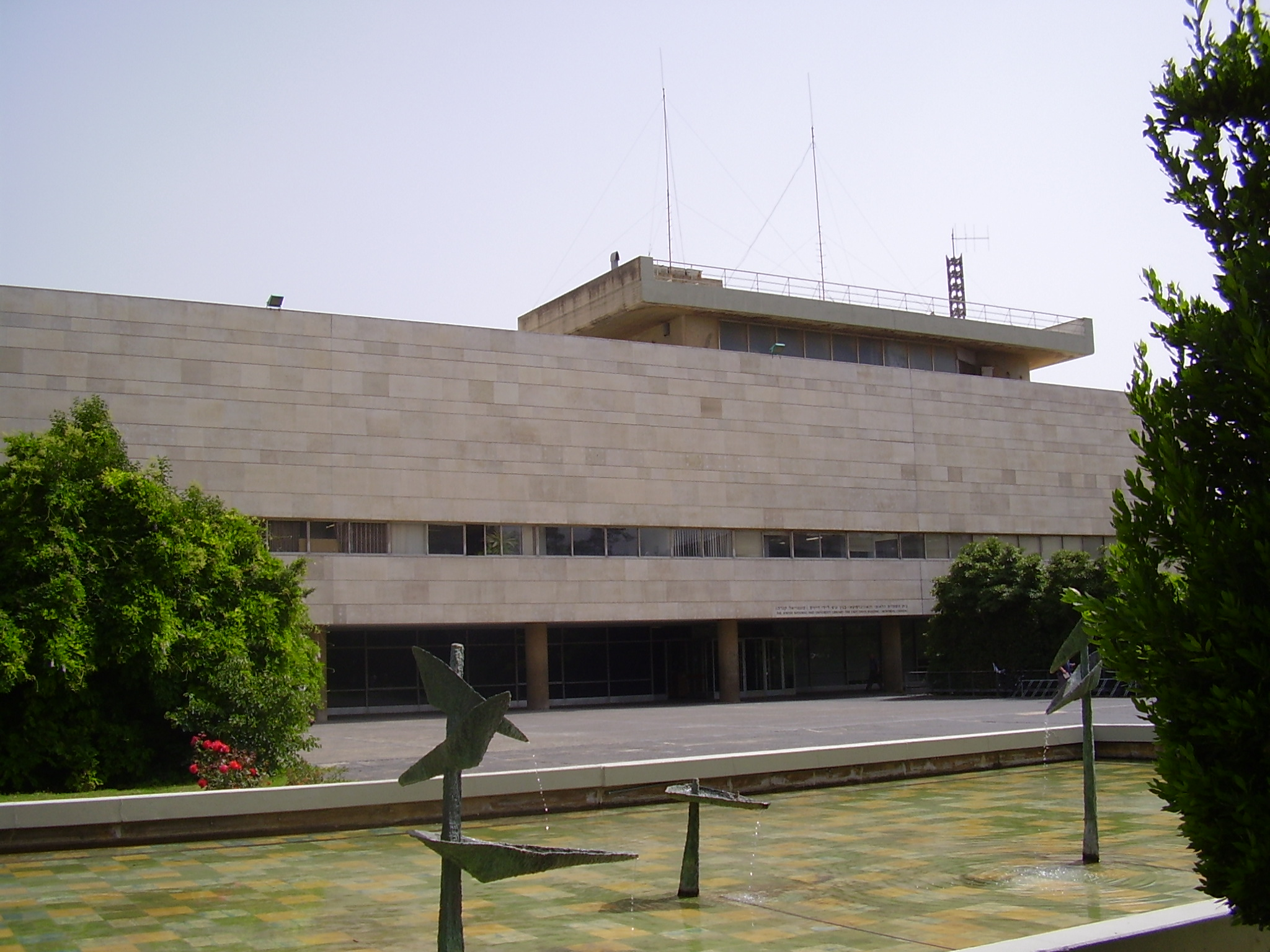
Національна бібліотека Ізраїлю
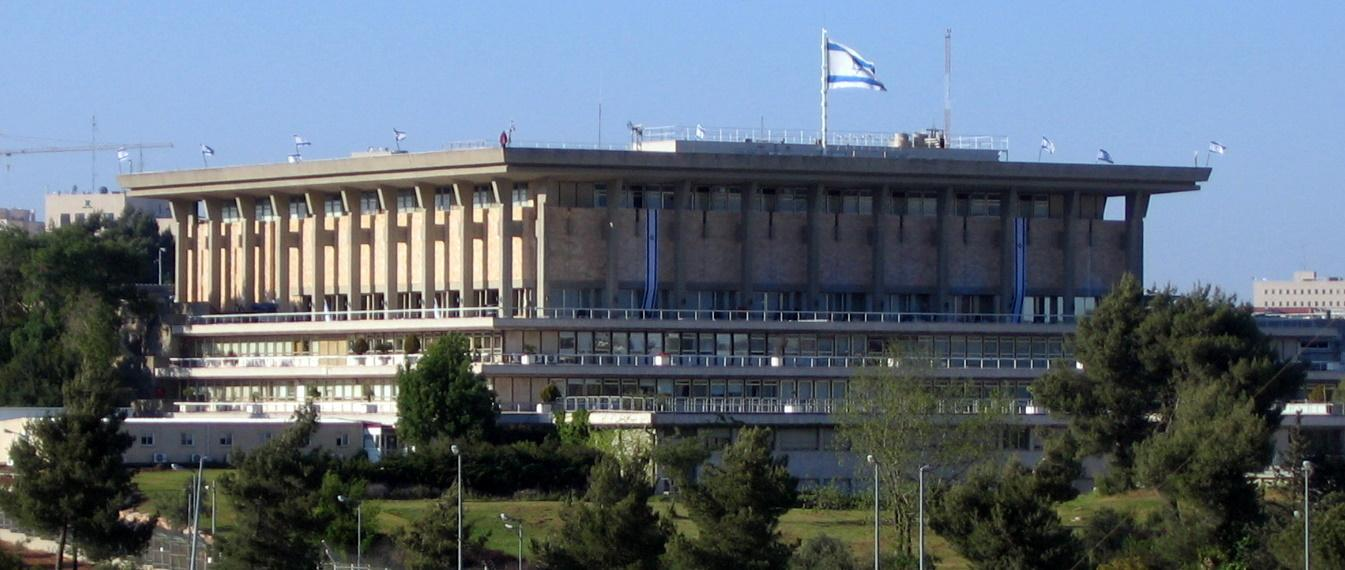
Кнесет